# Joyce Kilmer
Alfred Joyce Kilmer (6 de diciembre de 1886 - 30 de julio de 1918) fue un escritor y poeta estadounidense recordado principalmente por un breve poema titulado "Trees" (1913), publicado en la colección Trees and Other Poems en 1914. Aunque fue un prolífico poeta cuyas obras celebraban la belleza común del mundo natural, así como su fe religiosa católica, Kilmer fue también periodista, crítico literario, conferenciante y editor. En el momento de su despliegue en Europa durante la Primera Guerra Mundial, Kilmer era considerado el principal poeta y conferenciante católico estadounidense de su generación, al que los críticos comparaban a menudo con sus contemporáneos británicos G. K. Chesterton (1874-1936) e Hilaire Belloc (1870-1953). Se alistó en la Guardia Nacional de Nueva York y fue desplegado en Francia con el 69.º Regimiento de Infantería (el famoso "Fighting 69th") en 1917. Murió por una bala de francotirador en la Segunda Batalla del Marne en 1918, a la edad de 31 años. Estaba casado con Aline Murray, también una consumada poeta y escritora, con la que tuvo cinco hijos.

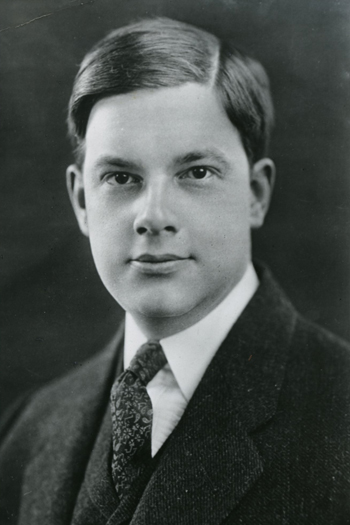
Kilmer 1908 foto del anuario de columbia

Aunque la mayoría de sus obras son desconocidas hoy en día, algunos de sus poemas siguen siendo populares y se publican con frecuencia en antologías. Varios críticos -entre los que se encuentran tanto los contemporáneos de Kilmer como los estudiosos modernos- han desestimado la obra de Kilmer por considerarla demasiado simple y excesivamente sentimental, y han sugerido que su estilo era demasiado tradicional, incluso arcaico. Muchos escritores, entre los que destaca Ogden Nash, han parodiado la obra y el estilo de Kilmer, como atestiguan las numerosas imitaciones de "Trees".
La reputación de Joyce Kilmer como poeta se debe en gran medida a la gran popularidad de un poema: "Trees" (1913). Se publicó por primera vez en el número de agosto de 1913 de Poetry: A Magazine of Verse, que había comenzado a publicarse el año anterior en Chicago, Illinois y se incluyó como poema principal en la colección de poemas Trees and Other Poems (1914). Según el hijo mayor de Kilmer, Kenton, el poema fue escrito el 2 de febrero de 1913, cuando la familia residía en Mahwah, Nueva Jersey.

## Obras
- 1911: Summer of Love (poetry)
- 1914: Trees and Other Poems (poetry)
- 1916: The Circus and Other Essays (essays)
- 1917: Main Street and Other Poems (poetry)
- 1917: The Courage of Enlightenment: An address delivered in Campion College, Prairie du Chien, Wisconsin, to the members of the graduating class, June 15, 1917
- 1917: Dreams and Images: An Anthology of Catholic Poets (poetry anthology, edited by Kilmer)
- 1917: Literature in the Making by some of its Makers (criticism)
- 1918: Poems, Essays and Letters in Two Volumes Volume One: Memoir and Poems, Volume Two: prose works (collected works) (published posthumously, edited by Robert Cortes Holliday)
- 1919: Kilmer's unfinished history of the Fighting 69th (145th Infantry) is posthumously printed in Father Duffy's Story by Francis P. Duffy (New York: Doran, 1919)
- 1921: The Circus and Other Essays and Fugitive Pieces (published posthumously)

## Lectura adicional
- Cargas, Harry J. I lay down my life: A Biography of Joyce Kilmer(Boston, Massachusetts: Daughters of Saint Paul Editions, 1964). NO ISBN (pre-1964)
- Covell, John E. Joyce Kilmer: A Literary Biography. (Brunswick, Georgia: Write-Fit Communications, 2000). ISBN 978-0-615-11175-9
- Kilmer, Annie Kilburn. Whimsies, More Whimsies. (New York: Frye Publishing Co., 1929). NO ISBN (Pre-1964).
- Kilmer, Annie Kilburn. Memories of My Son, Sergeant Joyce Kilmer. (New York: Brentano's, 1920). NO ISBN (Pre-1964).
- Kilmer, Annie Kilburn. Leaves of My Life. (New York: Frye Publishing Co., 1925). NO ISBN (Pre-1964).
- Kilmer, Kenton. Memories of my Father, Joyce Kilmer (Joyce Kilmer Centennial, 1993). ISBN 978-0-9637524-0-6
- Roberto, Brother C.S.C. Death Beneath the Trees: A Story of Joyce Kilmer (South Bend, Indiana: Dujarie Press-University of Notre Dame, 1967). NO ISBN
- Smaridge, Norah. Pen and Bayonet: The Story of Joyce Kilmer. (Stroud, Gloucestershire, England: Hawthorn Books, 1962). NO ISBN (Pre-1964).
- Werner, Stephen. "The tragedy of Joyce Kilmer, the Catholic poet killed in World War I." America, 219, n.º 2 (27 de julio de 2018).

- Datos: Q762223
- Multimedia: Joyce Kilmer / Q762223